# Fighting Pose wa Date ja nai!
- ファイティングポーズはダテじゃない！ (Romaji: Fighting Pose wa Date ja nai!, tên dịch ra tiếng Anh là A Fighting Pose Isn't Showy!) là Single thứ hai của nhóm Berryz Koubou thuộc Hello! Project. CD này đã được phát hành vào ngày 28, tháng 4, năm 2004 với nhãn hiệu PICCOLO TOWN và số Catalog PKCP-5037. Đây là bản ít được bán chạy nhất của nhóm.
- Một DVD Single V của bài hát đã được phát hành vào ngày 12, tháng 5, năm 2004 với số Catalog PKBP-5017.

## Credit
- Sáng tác lời: Tsunku
- Dàn dựng: Takahashi Yuichi

## Danh sách bài hát trên CD
1. ファイティングポーズはダテじゃない！ (Romaji: Fighting Pose wa Date ja nai!)
2. 夏わかめ (Romaji: Natsu Wakame)
3. ファイティングポーズはダテじゃない！ (Instrumental) (Fighting Pose wa Date ja nai! (Bản nhạc khí))

## Danh sách bài hát trên Single V
1. ファイティングポーズはダテじゃない！ (Romanji: Fighting Pose wa Date ja nai!)
2. ファイティングポーズはダテじゃない！ (プールサイドで DANCE! DANCE! DANCE! Ver.) (Fighting Pose wa Date ja nai! (Bản vũ đạo bên bể bơi))
3. メイキング映像 (quá trình dàn dựng)

## Những buổi biểu diễn trên truyền hình
- Ngày 05, tháng 04, năm 2004 Hey! Hey! Hey! Music Champ
- Ngày 25, tháng 04, năm 2004 Hello! Morning
- Ngày 06, tháng 05, năm 2004 AX MUSIC TV

## Những buổi biểu diễn phối hợp
- Hello! Project 2004 SUMMER ~Natsu no Doon!~
- 2004 Natsu First Concert Tour "W Stand-by! Double U & Berryz Koubou!"
- 2005nen Natsu W & Berryz Koubou Concert Tour "HIGH SCORE!"
- Berryz Koubou Live Tour 2005 Shoka Hatsu Tandoku ~Marugoto~
- Berryz Koubou Summer Concert Tour 2006 "Natsu Natsu! ~Anata wo Suki ni Naru Sangenzoku~"
- Hello! Project 2007 Winter ~Wonderful Hearts Otome Gokoro~
- 2007 Sakura Mankai Berryz Koubou Live ~Kono Kandou wa Nidoto Nai Shunkan de Aru~
- Berryz Koubou Concert 2007 Haru ~Zoku Sakura Mankai Golden Week Hen~

## Bảng xếp hạng và doanh thu trênOricon
| T. Hai | T. Ba | T. Tư | T. Năm | T. Sáu | T. Bảy | C. Nhật | Xếp hạng trong tuần | Lợi nhuận hàng tuần |
| ------ | ----- | ----- | ------ | ------ | ------ | ------- | ------------------- | ------------------- |
| -      | 11    | 13    | 28     | -      | -      | -       | 25                  | 6.783               |
| -      | -     | -     | -      | -      | -      | -       | 64                  | 1.791               |
| -      | -     | -     | -      | -      | -      | -       | 97                  | 1.060               |

Tổng doanh thu: 9.634

## Liên kết khác
- Danh mục bài hát của Berryz Koubou từ UP-FRONT WORKS: CD Lưu trữ ngày 13 tháng 8 năm 2012 tại Wayback Machine, DVD Lưu trữ ngày 8 tháng 9 năm 2012 tại Wayback Machine
- Lời bài hát từ trang projecthello.com: Fighting Pose wa Date ja nai!, Natsu Wakame
- Dịch lời bởi Kiwi Musume: My Fighting Pose Isn't Just For Show!
- Dịch lời bởi Megchan: Summer Seaweed Lưu trữ ngày 29 tháng 7 năm 2009 tại Wayback Machine

### Đặt hàng tại
- CD: Amazon JP, Yes Asia Lưu trữ ngày 13 tháng 12 năm 2007 tại Wayback Machine, CD Japan
- Single V DVD: Amazon JP, Yes Asia Lưu trữ ngày 13 tháng 12 năm 2007 tại Wayback Machine, CD Japan